# Abdul Majid Zabuli

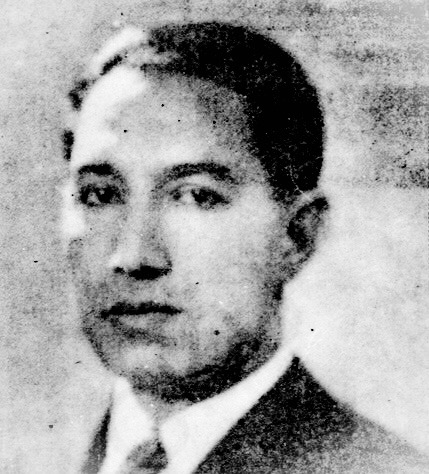
Abdul Majid Zabuli (1940er)

Abdul Majid Zabuli (* 14. August 1896 in Herat; † 23. November 1998 in Nahant) war ein afghanischer Politiker und Unternehmer.

## Leben
Abdul Majid Zabuli war der Sohn von Abdul Hakim, der seine Karriere als Zollbeamter in Herat begann.
Abdul Majid Zabuli studierte in Herat und Taschkent. 1917 übernahm er ein Import-Export-Unternehmen seines Vaters, das sich mit dem Handel mit Persien und Russland befasst hatte. 1922 verlegte Abdul Majid Zabuli den Unternehmenssitz nach Taschkent und von dort nach Moskau, um eine Textilmühle im Rahmen der Neuen ökonomischen Politik zu betreiben. 1929 widmete er sich in Berlin der Kapitalanlage.
Bis 1930 war der afghanische Geldmarkt ausschließlich auf Geldbasaren beheimatet.
Im Januar 1925 schlug Amanullah Khan der Madschlis die Gründung einer Staatsbank vor, was wegen des Zinsverbots des Korans zurückgewiesen wurde und zur Rebellion von Chost 1927 beitrug.
Mohammed Nadir Schah lud Abdul Majid Zabuli ein, nach Afghanistan zurückzukehren
1931 erteilte Mohammed Nadir Schah Abdul Majid Zabuli das Recht zur Geldschöpfung, das dieser mit der Da Afghanistan Bank, der Industrial Bank sowie der Banke Millie Afghan mit Filialen in Berlin, London, Bombay, Karatschi, Peschawar und später als Afghan-American Trading Company in New York City wahrnahm.
1932 gründete Abdul Majid die Ashami company als Öffentlich-private Partnerschaft mit einem Fünftel der Aktien in Staatseigentum. Der Ashami Company räumte Mohammed Nadir Schah ein Handelsmonopol auf den Import von Zucker, Petroleum und Kraftfahrzeuge sowie den
Export von Baumwolle und Schafwolle und Karakulfell ein. Die Ashami company errichtete baumwollverarbeitende Betriebe, um den damals noch lukrativen Teil der Wertkette nach Afghanistan zu holen.
Von 1936 bis 1951 unter Mohammed Zahir Schah war Abdul Majid Zabuli Wirtschaftsminister, unter seiner Leitung wurden Industriebetriebe in Pol-e Chomri, Kunduz und Kabul angesiedelt.

## Afghanisch-Deutsche Wirtschafts-Kooperation
1928 leitete Josef Brix eine Gruppe, der Albert Speer angehörte, welche für Amanullah Khan in Afghanistan planen sollte. Der afghanische Außenminister Sardar Haji Faiz Muhammad Khan Zikeria unterzeichnete im August 1929 ein Erdölförderabkommen in Berlin, als er 1936 die Olympischen Spiele in Berlin besuchte und Waffenlieferungen erbat, erklärte er Adolf Hitler, sein Volk betrachte Deutschland als älteren und fortgeschrittenen arischen Bruder.
Von September 1938 bis April 1939 bekleidete Abdul Majid Zabuli das Amt des Handelsministers.
Ab 1933 bildeten die Deutschen die zahlreichste Fremdengemeinde in Kabul.
Bis 1941 wurde die Zusammenarbeit mit Handels- und Industriebetrieben des Deutschen Reiches ausgeweitet.
Offiziere der Wehrmacht wurden mit der Modernisierung der afghanischen Armee beauftragt, und das Deutsche Reich lieferte zeitgemäße militärische Ausrüstung. Experten aus dem Deutschen Reich reorganisierten die afghanische Polizei und den Chidamāt-i Ittilā’āt-i Dawlati.
In der ersten Septemberhälfte 1937 nahm Abdul Majid Zabuli am Reichsparteitag in Nürnberg teil.
Am 18. Oktober 1937 unterzeichneten Fritz Todt und Abdul Medjid Khan unter dem Patronat der AFA ein deutsch-afghanischen Abkommen über Bauwesen und Landverkehr.
1939 wurde zwischen dem Deutschen Reich und Afghanistan eine Kreditvertrag über 11 Millionen Rentenmark für die Einfuhr von Rohstoffen aus Afghanistan gegen die Lieferung von Fertigprodukten aus dem Deutschen Reich geschlossen, womit eine Verzehnfachung des gemeinsamen Handels innerhalb von zwei Jahren angenommen wurde.
Im August 1939 schlug Majid Khan für den Fall eines deutsch-britischen Konfliktes eine weitgehende Zusammenarbeit mit dem Deutschen Reich vor. Dieser Vorschlag war auch unter Berücksichtigung der prekären Situation Afghanistans gegenüber der Sowjetunion gemacht worden. Im Reichsaußenministerium existierte dagegen der Plan, den 1929 ins Exil nach Zürich gegangenen Amanullah Khan unter Umständen mithilfe der Sowjetunion in Kabul zu installieren. Der Plan wurde von Ghulam Siddiq Charkhi ersonnen von Werner Otto von Hentig gefördert, unter der Federführung von Theodor Habicht entwickelt von Peter Kleist nach Moskau gebracht und von Friedrich-Werner Graf von der Schulenburg am 14. November 1940 zusammen mit dem Plan von der Entsendung von Ernst Schäfer nach Tibet, Wjatscheslaw Michailowitsch Molotow vorgestellt. Auf Intervention von Alfred Rosenberg ließ Adolf Hitler den Plan fallen. Nach dem Anlaufen des Unternehmens Barbarossa wurde Abdul Majid Kahn unbedingt unterstützt.
Nach dem Waffenstillstand von Compiègne (1940) schlug Abdul Majid Zabuli Oberregierungsbaurat Carl Schnell vor, dass sich Afghanistan aktiv für die deutschen Interessen einsetzen würde und bereit wäre, alle Möglichkeiten zu nutzen, welche Gefühle und religiöse Bindungen böten, damit im Besonderen Grenzstämme und die afghanische Bevölkerung in Britisch-Indien gegen die Briten vorgehen, um dem Einschiffen indischer Truppen für den mediterranen Kriegsschauplatz vorzubeugen. Hans Pilger war nicht bekannt, ob Abdul Majid Zabuli das Angebot für die afghanische Regierung machte. Majid Kahn deutete an, dass die Unterzeichner des am 8. Juli 1937 in der Saadabad-Palastanlage geschlossenen Nichtangriffsvertrages (Afghanistan, Irak, Iran, Türkei), wobei er nicht wagte, sich dieser sicher zu sein, geneigt seien, ihre Politik mit dem Deutschen Reich zu harmonisieren.
Im Januar 1941 verließ Abdul Majid Zabuli Kabul in Richtung USA, änderte aber in Karatschi sein Ziel, um sich im Deutschen Reich und in der Schweiz medizinisch behandeln zu lassen. Dort stieß Ende Dezember sein Sohn Rahin Abdul zu ihm und seiner Gattin, um gemeinsam das Ende des Krieges abzuwarten. Mit der zunehmend schlechter werdenden Kriegslage für das Deutsche Reich verlor jenes an Bedeutung für den Wirtschaftsaustausch. Infolgedessen bemühte sich Abdul Majid Khan um wirtschaftliche Zusammenarbeit mit den Vereinigten Staaten und der Schweiz. Nachdem der Krieg in Europa sein Ende gefunden hatte, verließ Abdul Majid Zabuli am 5. Juni 1945 die Schweiz und trat die Rückkehr in seine afghanische Heimat an.

## Weekh Zalmian
Zabuli unterstützte die 1946 einsetzende Weekh-Zalmian-Bewegung.
Diese rief die Jugend Afghanistans auf, sich ohne ausländische Einflussnahme für das Gemeinwohl des Vaterlandes, die Entwicklung der nationalen Wirtschaft sowie gegen Bestechung und willkürliche Unterdrückung zu engagieren.
1948 war Abdul Majid Zabuli auf Staatsbesuch in Washington, D.C. Im Rahmen der einsetzenden Containment-Politik, vor dem Hintergrund der Unabhängigkeit von Britisch-Indien bat er vergeblich das Kabinett Truman um Entwicklungszusammenarbeit und Waffenlieferungen.
1951 trat er bei einem Konflikt mit dem Ministerpräsidenten Schah Mahmud Ghazi zurück, seine Interessen wurden durch andere regierungsnahe Familienmitglieder verfolgt.
Er wurde in den Ruhestand versetzt und lebte ab 1970 in der Nähe von Boston.
Abdul Majid Zabuli hinterließ Grundstückeigentum in und außerhalb von Afghanistan im Wert von 0,2 Milliarden USD.